# Pascal Thiébaut
Pascal Thiébaut (ur. 5 czerwca 1959 w Nancy) – francuski lekkoatleta, średnio- i długodystansowiec, medalista halowych mistrzostw Europy w 1987, trzykrotny olimpijczyk.

## Kariera sportowa
Odpadł w eliminacjach biegu na 1500 metrów na mistrzostwach świata w 1983 w Helsinkach. Zajął 8. miejsce na tym dystansie na igrzyskach śródziemnomorskich w 1983 w Casablance. Na igrzyskach olimpijskich w 1984 w Los Angeles odpadł w półfinale biegu na 1500 metrów, a na mistrzostwach Europy w 1986 w Stuttgarcie w eliminacjach tej konkurencji.
Zdobył brązowy medal w biegu na 3000 metrów na halowych mistrzostwach Europy w 1987 w Liévin, przegrywając jedynie z José Luisem Gonzálezem z Hiszpanii i Dieterem Baumannem z Republiki Federalnej Niemiec. Zajął 7. miejsce na tym dystansie na halowych mistrzostwach świata w 1987 w Indianapolis, a na mistrzostwach świata w 1987 w Rzymie odpadł w eliminacjach biegu na 5000 metrów.
Zajął 11. miejsce w biegu na 5000 metrów na igrzyskach olimpijskich w 1988 w Seulu. Zwyciężył w biegu na 1500 metrów w zawodach superligi pucharu Europy w 1989 w Gateshead. Odpadł w eliminacjach biegu na 5000 metrów na mistrzostwach Europy w 1990 w Splicie. Zajął 6. miejsce w biegu na 3000 metrów na halowych mistrzostwach świata w 1991 w Sewilli. Zajął 3. miejsce w biegu na 5000 metrów w zawodach superligi pucharu Europy w 1991 we Frankfurcie. Odpadł w półfinale biegu na 1500 metrów na mistrzostwach świata w 1991 w Tokio.
Zdobył srebrny medal w drużynie na mistrzostwach świata w biegach przełajowych w 1992 w Bostonie (indywidualnie zajął 21. miejsce). Zajął 13. miejsce w biegu na 5000 metrów na igrzyskach olimpijskich w 1992 w Barcelonie, 4. miejsce w biegu na 1500 metrów na igrzyskach śródziemnomorskich w 1993 w Narbonie i 3. miejsce w biegu na 1500 metrów w zawodach superligi pucharu Europy w 1993 w Rzymie. Odpadł w eliminacjach biegu na 3000 metrów na halowych mistrzostwach Europy w 1994 w Paryżu. 
Była mistrzem Francji w biegu na 1500 metrów w latach 1984–1986 i 1992, wicemistrzem na tym dystansie w 1983, 1987 i 1991 oraz brązowym medalistą w 1993. W hali był mistrzem w biegach na 1500 metrów i na 3000 metrów w 1991, wicemistrzem w biegu na 3000 metrów w 1994 oraz brązowym medalistą w biegu na 1500 metrów w 1987.
4 lipca 1987 w Oslo ustanowił rekord Francji w biegu na 5000 metrów z czasem 13:14,60. 10 marca 1991 w Sewilli ustanowił halowy rekord Francji z czasem 7:47,51.
Rekordy życiowe:
- bieg na 1500 metrów – 3:34,08 (11 sierpnia 1992, Monako)
- bieg na 1500 metrów (hala) – 3:42,48 (8 lutego 1987, Liévin)
- bieg na milę – 3:52,02 (21 lipca 1984, Oslo)
- bieg na 3000 metrów – 7:42,64 (25 czerwca 1989, Villeneuve-d’Ascq)
- bieg na 3000 metrów (hala) – 7:47,51 (10 marca 1991, Sewilla)
- bieg na 5000 metrów – 13:14,60 (4 lipca 1987, Oslo)